# Love Kills
Love Kills was de eerste solosingle van Freddie Mercury (leadzanger van de Britse band Queen) uit 1984 en verscheen op het verzamelalbum The Freddie Mercury Album, uit 1992.
Het liedje kwam voor in de film Metropolis uit 1984 en stond origineel op de tracklist voor het Queen album The Works.
In 2014 hebben de overgebleven Queen-leden Brian May en Roger Taylor het nummer opnieuw ingespeeld in een ballad-uitvoering voor het Queen-album Queen Forever.
Ook op het originele nummer speelden Brian May, Roger Taylor en John Deacon al mee.

## Charts
| Land                | Charts          | Charts       |
|                     | Hoogste positie | Aantal weken |
| ------------------- | --------------- | ------------ |
| België              | 17              | 2            |
| Nederland           | 24              | 5            |
| Oostenrijk          | 9               | 10           |
| Spanje              | 4               | 4            |
| Verenigd Koninkrijk | 10              | ?            |
| Zwitserland         | 27              | 3            |